# گوتو، ناگاساکی
گوتو در استان ناگازاکی در کشور ژاپن واقع شده است که دارای جمعیت ۴۲٬۴۴۷ نفر و مساحت ۴۲۰٫۷۷ کیلومتر مربع با تراکم جمعیت 101 نفر در کیلومترمربع است و در تاریخ ۱ اوت ۲۰۰۴ به عنوان شهر شناخته شد.